# Glavna obavještajna uprava (Rusija)
Glavna uprava Glavnog stožera Oružanih snaga Ruske Federacije (rus. Гла́вное управле́ние Генера́льного шта́ба Вооружённых Сил Росси́йской Федера́ции, Glávnoje upravljénije Generáljnogo štába Vooružonnih Sil Rossíjskoj Federáciji, GU) poznatija kao Glavna obavještajna uprava (Гла́вное разве́дывательное управле́ние, Glavnoje razvjedivateljnoje upravljenije, GRU) je vojna obavještajna služba Ruske Federacije. GRU je izravno odgovoran ministru obrane i načelniku Glavnog stožera. 
GRU je najveća strana ruska obavještajna služba i navodno ima šest puta više tajnih agenata u stranim državama od SVR-a, ruske obavještajne službe. Pod zapovjedništvom GRU-a su i ruske specijalne snage ili Specnaz (Подразделе́ния специа́льного назначе́ния, Podrazdjeljenija specialjnogo naznačenija).
GRU je dio ruske obavještajne zajednice zajedno sa sigurnosnom službom FSB i obavještajnom službom SVR.

## Povijest
Glavna obavještajna uprava je osnovana u Sovjetskoj Rusiji 21. listopada 1918. na inicijativu Lava Trockog, koji je tada bio civilni vođa Crvene armije. Prvobitno poznat kao Agencija za registraciju (Registrupravljenije, ili RU). Prvi ravnatelj je bio Simon Aralov.
GRU-u je dana zadaća da upravlja svim vojnim obavještajnim poslovima, posebno prikupljanjem obavještajnih podataka vojnog ili političkog značaja iz izvora izvan Sovjetskog Saveza. GRU je upravljao ispostavama diljem svijeta, zajedno s postajama za obavještavanje o signalima na Kubi i širom zemalja bivšeg sovjetskog bloka, posebno u Litvi, Latviji i Estoniji.
GRU je u sovjetskoj upravi bio poznat po svojoj žestokoj neovisnosti od suparničkih "unutarnjih obavještajnih organizacija", poput NKVD-a i KGB-a. Unatoč tome, Čeka se infiltrirala u GRU 1919. godine. To je pojačalo snažno suparništvo između dviju službi koje su se obje bavile špijunažom.
Postojanje GRU-a nije bilo javno obznanjeno tijekom sovjetske ere, ali dokumenti koji se odnose na njega postali su dostupni na Zapadu krajem 1920-ih.
Nakon raspada SSSR-a u prosincu 1991., GRU je nastavio djelovanje kao važan dio ruskih obavještajnih službi, pogotovo zato što nikada nije bio podijeljen, za razliku od KGB-a koji je podijeljen na FSB i SVR.
GRU je 2006. preselio sjedište u novi kompleks od preko 70 000 četvornih metara. Nadimak starog sjedišta GRU-a je Akvarij.
U 2010. službeno ime je promijenjeno iz GRU u Glavnu upravu Glavnog stožera ili GU, ali se GRU i dalje uobičajeno koristi za ime službe.
Ruski predsjednik Vladimir Putin je 2018. godine povodom stogodišnjice predložio da se službeno vrati ime GRU.
Ravnatelj GRU-a, general pukovnik Igor Sjergun je iznenada preminuo u siječnju 2016. godine. Postoje sumnje u službenu verziju oko Sjergunove smrti. Sumnja se da je poginuo na službenom zadatku u Bejrutu u Libanonu. Tadašnji savjetnik za nacionalnu sigurnost američkog predsjednika general Michael Flynn na ispitivanju u FBI-ju je rekao da je "nazvao ruskog velesposlanika pri UN-u Kisljaka nakon smrti Sjerguna u Libanonu". Rusko ministarstvo obrane je zanijekalo da je Sjergun preminuo u Libanonu nazvavši takve tvrdnje "besmislicama i teorijom zavjere".
Sjergun se smatra zaslužnim što je GRU vratio dio svog dotadašnjeg ugleda nakon što je preuzeo službu nakon drastičnih rezova koji su provedeni tijekom radikalne reorganizacije vojske ministra obrane Anatolija Sjerdjukova, ponajprije zbog istaknute uloge koju je GRU imao ruskoj invaziji na Krim 2014. godine i u ruskoj intervenciji u istočnoj Ukrajini.
Ravnatelj ruske Vanjske obavještajne službe SVR Sergej Nariškin, ravnatelj Savezne sigurnosne službe FSB Aleksandar Bortnjikov i ravnatelj GRU-a Igor Korobov posjetili su Washington u siječnju 2018. godine, prema izvještajima američkih medija. Posjet se zbio zbog pojačanih napetosti i američkih sankcija protiv Rusije, a razgovori su se vodili oko američko-ruske obavještajne suradnje.
Bivši dvostruki agent GRU-a koji je špijunirao za britanski MI6 u devedesetima Sergej Skripalj i njegova kći Julija su otrovani 4. ožujka 2018. godine u Salisburyju u Velikoj Britaniji, uz pomoć živčanog otrova Novičoka poznatog kao A-234. Britanska policija je optužila dva časnika GRU-a Aleksandra Petrova i Ruslana Boširova za pokušaj ubojstva Skripalja. Skripalj, bivši pukovnik GRU-a je bio u zatvoru u Rusiji zbog izdaje agenata britanskoj obavještajnoj službi MI6. Preselio se u Englesku 2010. u sklopu razmjene špijuna između Britanije i Rusije.
Britanija i Australija su optužile GRU za provođenje niza velikih kibernetičkih napada zadnjih godina po naređenju Kremlja – uključujući onaj kojemu je meta bila američka Demokratska stranka tijekom predsjedničke kampanje 2016. U srpnju 2018. godine američki posebni tužitelj Robert Mueller optužio je 12 dužnosnika, među kojima su časnici GRU-a, za miješanje u američke izbore. GRU se također povezuje s pokušajem rušenja crnogorske vlade uoči parlamentarnih izbora u listopadu 2016. godine. Vjeruje se da časnici GRU-a savjetuju sirijsku vojsku i pobunjenike u istočnoj Ukrajini.
Nasljednik Sjerguna na mjestu ravnatelja general Igor Korobov je umro 21. studenog 2018., "nakon duge i teške bolesti", prema izvorima iz ruskog ministarstva obrane koje navode službene novinske agencije. Smrt Korobova se zbila nekoliko mjeseci nakon teškog trovanja Sergeja i Julije Skripal u Velikoj Britaniji.

## Ustroj
GRU je organiziran u uprave.
- Prva uprava odgovorna je za Europsku uniju osim Velike Britanije
- Druga uprava je odgovorna za Zapadnu Hemisferu i Veliku Britaniju, Australiju i Novi Zeland
- Treća uprava je odgovorna za Aziju.
- Četvrta uprava je odgovorna za Afriku i Bliski istok.
- Peta uprava odgovorna je za operativno obavještajno djelovanje
- Šesta uprava odgovorna je za obavještavanje o signalima (SIGINT).
- Sedma uprava – NATO
- Osma uprava – uprava za posebne namjene
- Deveta uprava – uprava za vojnu tehnologiju
- Deseta uprava – Uprava za ratno gospodarstvo
- Jedanaesta uprava – Uprava za strateške doktrine i naoružanje
- Dvanaesta uprava – informacijski rat
- Uprava za istraživanja svemira
- Uprava za osoblje
- Operativno-tehničko uprava
- Upravno-tehnička uprava
- Uprava za vanjske odnose
- Arhivski odjel
- Informacijska služba

## Specijalne snage
GRU pod svojim zapovjedništvom ima postrojbe specijalnih snaga ili Specnaz GRU. Specnaz je ruska kratica za specijalne snage koja dolazi od imena Vojska za specijalne namjene (Войска специа́льного назначе́ния, Vojska specialjnogo naznačenija). Specnaz je termin označava sve specijalne snage, a prvi Specnaz po kojemu su ostali dobili ime je bio Specnaz GRU osnovan 1949. godine.
Službeno ime je Postrojbe specijalne namjene (Specnaz) Glavne uprave Glavnog stožera Oružanih snaga Ruske Federacije (rus. Части и подразделения специального назначения (спецназ) Главного управления Генерального штаба Вооружённых сил Российской Федерации, Časti i podrazdjeljenija specialjnogo naznačenija (specnaz) Glavnogo upravljenija Generaljnogo štaba Vooružonnih sil Rossijskoj Federaciji). 
Prema različitim izvorima, broj pripadnika postrojbi za specijalne operacije (Specnaz GRU) koje su pod izravnim zapovjedništvom GRU-a trenutno iznosi od 6000 do 15000 ljudi. 
Specnaz se sastoji od osam samostalnih brigadi za specijalne operacije Ruske vojske, četiri mornaričke izvidničke postrojbe Ruske ratne mornarice i 45. samostalne gardijske brigade Zračno desantne vojske.
Uz postrojbe specijalnih snaga, GRU-u su podređene postrojbe od oko 25 tisuća ljudi.

## Ravnatelji
| Ravnatelj              | Razdoblje     |
| ---------------------- | ------------- |
| Jevgenij Timohin       | 1991. – 1992. |
| Fjodor Ladigin         | 1992. – 1997. |
| Valentin Korabjelnikov | 1997. – 2009. |
| Aleksandar Šljahturov  | 2009. – 2011. |
| Igor Sergun            | 2011. – 2016. |
| Igor Korobov           | 2016. – 2018. |
| Igor Kostjukov         | 2018. –       |

## Poveznice
- FSB, sigurnosna služba Ruske Federacije
- Aman, izraelska vojna obavještajna služba
- BAMAD, njemačka vojna sigurnosna služba
- DI, britanska vojna obavještajna služba
- DRM, francuska vojna obavještajna služba
- DRSD, francuska vojna sigurnosna služba

## Vanjske poveznice
- Službena stranica  Arhivirana inačica izvorne stranice od 24. svibnja 2019. (Wayback Machine)